# Coluccio Salutati

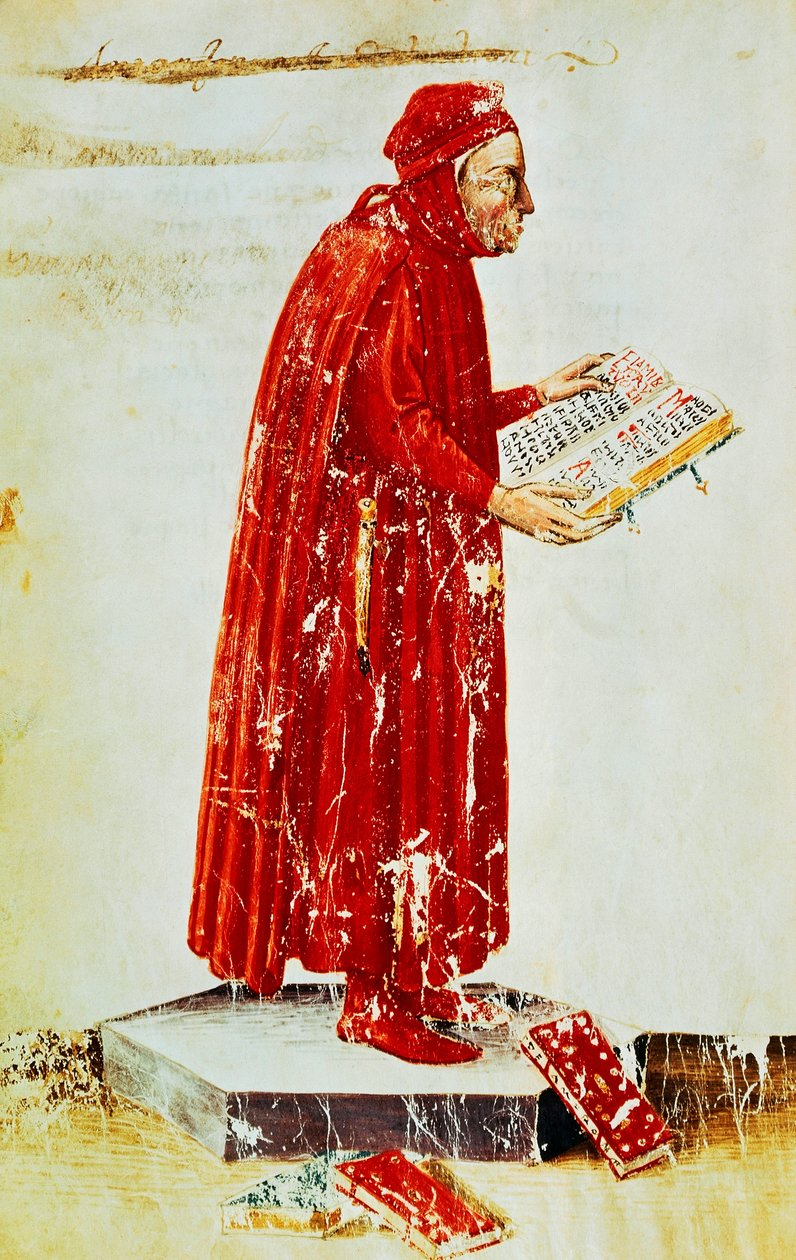
Coluccio Salutati på ett manuskript som finns på Biblioteca Laurenziana i Florens.

Coluccio di Pierio di Salutati, född 1331 i Toscana, död 4 maj 1406, var en italiensk (florentinsk) humanist, filosof och kansler.
Han är främst känd för sin tolkning av Cicero, där han kom till en annan slutsats än Petrarca. Framför allt fokuserade Salutati på att i Cicero se ett ideal för att kombinera det aktiva livet med det kontemplativa. Dessa tankar har bevarats för eftervärlden genom hans brev, som publicerades 1891 av Novati ("Epistolario"). Av en händelse råkade han även upptäcka en samling brev av Cicero 1389.
Som litteraturhistoriker gjorde han insatser genom att bevisa att Cicero inte är författaren till De differentiis, men han högg även i sten genom att påstå att Seneca tragöden var en annan än Seneca filosofen. Under sina sista år verkade han för yngre mäns bildning, och han samlade en krets intellektuella omkring sig: Leonardo Bruni, Niccolò Niccoli, Poggio Bracciolini och Pier Paolo Vergerio. Han inrättade även 1396 en tjänst i grekiska vid universitetet, vilken var unik i Europa. Den förste som innehade den tjänsten var Manuel Chrysoloras (c 1353-1415), och tjänsten var egentligen skräddarsydd för honom.
Bland hans litterära alster, De fato et fortuna, ”De religione et fuga saeculi” och ”De nobilitate legum et medicinae”, har endast den sistnämnda blivit publicerad, och de är svåra att finna. Han utgav på äldre dagar en skrift, De tyranno", där han likt Dante försvarar Julius Caesars slag av monarkism, fastän han i brev talar för republiken.
Hans berömdhet vilar på det inflytande han hade över sin samtids kultur i egenskap av Florens högste ämbetsman och humanist. Att synen på det latinska språket förändrats har varit avgörande för att han i perioder fallit i glömska, något redan Pius II kunde konstatera.
Salutati, jämte italienaren Poggio Bracciolini (1380–1459), utvecklade typsnittet antikva, som är en efterbildning av de så kallade romerska typerna. De försökte införa antikvan i stället för den gotiska stilen (munkstilen) och antikvan är förknippad med Florens, där den fick sitt genomslag. Detta typsnitt kan bland annat även kallas humanistisk antikva eller humanistisk stil.